# 古塔
古塔是德国巴登-符腾堡州的一个市镇。总面积31.74平方公里，总人口2155人，其中男性1079人，女性1076人（2011年12月31日），人口密度68人/平方公里。